# Yaghnob
Le Yaghnob est une rivière du Tadjikistan. Il est avec l'Iskander-Daria une des deux rivières-source du Fan-Daria, affluent du Zeravchan en rive gauche. Il est donc un sous-affluent de l'Amou Daria par le Fan-Daria puis par le Zeravchan. Ses coordonnées sont approximativement : 39° 25′ N, 69° 55′ E.
Dans sa vallée vivent les Yaghnobis, descendants des anciens Sogdiens, dont ils sont les seuls à avoir conservé la langue, aujourd'hui appelée yaghnobi, mais qui recule au profit du tadjik.

## Géographie
Le Yaghnob naît sur les pentes nord-orientales des monts Gissar dans la province tadjike de Sughd, à quelque 100 kilomètres au nord-est de la ville de Douchanbé. Peu après sa naissance, son cours s'oriente vers l'ouest. Il court dès lors d'est en ouest au fond d'une étroite vallée, enserré entre les monts Zeravchan au nord et les monts Gissar au sud. Il se trouve ainsi surplombé de part et d'autre par de hauts sommets et des glaciers. Il reçoit en rive gauche les eaux de l'Iskander-Daria et forme avec celui-ci le Fan-Daria.
Immédiatement après, le Fan-Daria tourne vers le nord, franchit rapidement les monts Zeravchan qui bordent au sud la vallée de la rivière de même nom, et après 24 kilomètres se jette dans celle-ci en rive gauche.